# Eastern Europe Cup w biegach narciarskich 2013/2014
Eastern Europe Cup w biegach narciarskich 2013/2014 to kolejna edycja tego cyklu zawodów. Rywalizacja rozpoczęła się 20 listopada 2013 w rosyjskiej Werszina Tea, a zakończyła 26 lutego 2014 w rosyjskim Syktywkar.
Obrończynią tytułu wśród kobiet była Rosjanka Jelena Sobolewa, a wśród mężczyzn Rosjanin Siergiej Nowikow.

## Kalendarz i wyniki

### Kobiety
| Lp  | Data              | Miejscowość    | Dystans                        | 1. miejsce                            | 2. miejsce                          | 3. miejsce                         |
| --- | ----------------- | -------------- | ------------------------------ | ------------------------------------- | ----------------------------------- | ---------------------------------- |
| 1.  | 20 listopada 2013 | Wierszyna Tioi | 5 km s. klasycznym             | Julija Biełorukowa                    | Alisa Żambałowa                     | Natalja Korostielowa               |
| 2.  | 21 listopada 2013 | Wierszyna Tioi | Sprint s. klasycznym           | Natalja Korostielowa                  | Olga Carewa                         | Oksana Usatowa                     |
| 3.  | 23 listopada 2013 | Wierszyna Tioi | Sprint s. dowolnym             | Alisa Żambałowa                       | Anna Powaliaewa                     | Jewgienia Oszczepkowa              |
| 4.  | 24 listopada 2013 | Wierszyna Tioi | 10 km s. dowolnym              | Anna Nieczajewska                     | Jekatierina Woroncowa               | Olga Repnicyna                     |
| 5.  | 22 grudnia 2013   | Krasnogorsk    | 30 km s. dowolnym              | Polina Ermoshina                      | Alewtina Tanygina                   | Jekaterina Chramcowa               |
| 6.  | 23 grudnia 2013   | Krasnogorsk    | Sprint s. dowolnym             | Darja Godowaniczenko                  | Julia Romanowa                      | Swietłana Nikołajewa               |
| 7.  | 25 grudnia 2013   | Krasnogorsk    | 10 km s. klasycznym            | Anastasija Docenko                    | Jelena Sobolewa                     | Alija Iksanowa                     |
| 8.  | 26 grudnia 2013   | Krasnogorsk    | Sprint drużynowy s. klasycznym | Anastasija Docenko Natalja Matwiejewa | Oksana Usatowa Daria Godowaniczenko | Wiktoria Melina Julija Biełorukowa |
| 9.  | 10 stycznia 2014  | Charków        | Sprint s. klasycznym           | Odwołany                              | Odwołany                            | Odwołany                           |
| 10. | 11 stycznia 2014  | Charków        | Sprint s. dowolnym             | Odwołany                              | Odwołany                            | Odwołany                           |
| 11. | 12 stycznia 2014  | Charków        | 5 km s. dowolnym               | Odwołany                              | Odwołany                            | Odwołany                           |
| 12. | 22 lutego 2014    | Syktywkar      | 10 km s. klasycznym            | Olga Schuchkina                       | Alija Iksanowa                      | Polina Miedwiediewa                |
| 13. | 25 lutego 2014    | Syktywkar      | Sprint s. dowolnym             | Natalja Matwiejewa                    | Natalja Korostielowa                | Julia Romanowa                     |
| 14. | 26 lutego 2014    | Syktywkar      | Bieg łączony 7,5 km + 7,5 km   | Marija Guszczina                      | Anna Nieczajewska                   | Marina Czernousowa                 |

### Mężczyźni
| Lp  | Data              | Miejscowość    | Dystans                        | 1. miejsce                             | 2. miejsce                       | 3. miejsce                       |
| --- | ----------------- | -------------- | ------------------------------ | -------------------------------------- | -------------------------------- | -------------------------------- |
| 1.  | 20 listopada 2013 | Wierszyna Tioi | 10 km s. klasycznym            | Aleksander Utkin                       | Siergiej Turyszew                | Raul Szakirzianow                |
| 2.  | 21 listopada 2013 | Wierszyna Tioi | Sprint s. klasycznym           | Stanisław Wołżencew                    | Maksim Kowaliew                  | Andriej Parfionow                |
| 3.  | 23 listopada 2013 | Wierszyna Tioi | Sprint s. dowolnym             | Jermił Wokujew                         | Raul Szakirzianow                | Andriej Feller                   |
| 4.  | 24 listopada 2013 | Wierszyna Tioi | 15 km s. dowolnym              | Aleksander Utkin                       | Jermił Wokujew                   | Andriej Mielniczenko             |
| 5.  | 22 grudnia 2013   | Krasnogorsk    | 50 km s. dowolnym              | Konstantin Gławatskich                 | Andriej Łarkow                   | Anton Ziuzev                     |
| 6.  | 23 grudnia 2013   | Krasnogorsk    | Sprint s. dowolnym             | Siergiej Ustiugow                      | Igor Usaczew                     | Michaił Kuklin                   |
| 7.  | 25 grudnia 2013   | Krasnogorsk    | 15 km s. klasycznym            | Siergiej Turyszew                      | Aleksandr Biessmiertnych         | Nikolay Bolotov                  |
| 8.  | 26 grudnia 2013   | Krasnogorsk    | Sprint drużynowy s. klasycznym | Aleksandr Biessmiertnych Nikita Stupak | Gleb Rietiwych Andriej Parfionow | Nikołaj Bolotow Dmitrij Ozerskij |
| 9.  | 10 stycznia 2014  | Charków        | Sprint s. klasycznym           | Odwołany                               | Odwołany                         | Odwołany                         |
| 10. | 11 stycznia 2014  | Charków        | Sprint s. dowolnym             | Odwołany                               | Odwołany                         | Odwołany                         |
| 11. | 12 stycznia 2014  | Charków        | 10 km s. dowolnym              | Odwołany                               | Odwołany                         | Odwołany                         |
| 12. | 22 lutego 2014    | Syktywkar      | 15 km s. klasycznym            | Nikolay Khokhryakov                    | Siergiej Turyszew                | Aleksandr Utkin                  |
| 13. | 25 lutego 2014    | Syktywkar      | Sprint s. dowolnym             | Gleb Rietiwych                         | Ivan Anisimov                    | Andriej Parfionow                |
| 14. | 26 lutego 2014    | Syktywkar      | Bieg łączony 15 km + 15 km     | Nikolay Khokhryakov                    | Stanisław Wołżencew              | Kirill Vichuzhanin               |

## Klasyfikacje
| Lp. | Zawodnik              | Punkty |
| --- | --------------------- | ------ |
| 1.  | Natalja Korostielowa  | 342    |
| 2.  | Alisa Żambałowa       | 329    |
| 3.  | Julija Biełorukowa    | 271    |
| 4.  | Julia Romanowa        | 259    |
| 5.  | Jewgienia Oszczepkowa | 251    |
| 6.  | Anna Nieczajewska     | 232    |
| 7.  | Anna Powaliaewa       | 222    |
| 8.  | Oksana Usatowa        | 206    |
| 9.  | Wiktoria Kuramszina   | 193    |
| 10. | Lilija Wasiljewa      | 160    |

| Lp. | Zawodnik               | Punkty |
| --- | ---------------------- | ------ |
| 1.  | Siergiej Turyszew      | 424    |
| 2.  | Aleksander Utkin       | 332    |
| 3.  | Nikolay Khokhryakov    | 329    |
| 4.  | Raul Szakirzianow      | 277    |
| 5.  | Stanisław Wołżencew    | 275    |
| 6.  | Andriej Parfionow      | 248    |
| 7.  | Konstantin Gławatskich | 234    |
| 8.  | Jermił Wokujew         | 193    |
| 9.  | Dmitrij Ploskonosow    | 187    |
| 10. | Kirył Wichuszanin      | 182    |